# Attemsobolus bivittatus
Attemsobolus bivittatus är en mångfotingart som beskrevs av Karl Wilhelm Verhoeff 1924. Attemsobolus bivittatus ingår i släktet Attemsobolus och familjen slitsdubbelfotingar. Inga underarter finns listade i Catalogue of Life.